# 마자그란
마자그란(포르투갈어: mazagran 마자그랑[*])은 포르투갈식 에스프레소인 비카에 레몬 즙과 얼음을 넣어 만드는 커피 음료이다. 민트나 럼을 넣기도 한다.

## 이름
알제리 모스타가넴주에 있는 마을인 마자그란의 이름에서 따왔으며, 포르투갈어 발음은 "마자그랑"이다. "마자그란 커피"라는 뜻의 "카페 마자그란(포르투갈어: café mazagran 카페 마자그랑[*])"이라 부르기도 하며, "커피 레모네이드(영어: coffee lemonade)" 등으로 불리기도 한다.

## 같이 보기
- 레모네이드
- 아이스 커피